# 1955 a jogalkotásban
1955-ben az alábbi jogszabályokat alkották meg:

## Magyarország

### Törvények (4)
- 1955. évi I. törvény 	 a Magyar Népköztársaság 1955. évi költségvetéséről és az 1954. évi költségvetés végrehajtásáról szóló jelentés jóváhagyásáról
- 1955. évi II. törvény 	 a Magyar Népköztársaság Alkotmánya 24. §-a új szövegének megállapításáról
- 1955. évi III. törvény 	 a Bolgár Népköztársaság, a Magyar Népköztársaság, a Német Demokratikus Köztársaság, a Lengyel Népköztársaság, a Román Népköztársaság, a Szovjet Szocialista Köztársaságok Szövetsége és a Csehszlovák Köztársaság között Varsóban, az 1955. évi május hó 14. napján kötött barátsági, együttműködési és kölcsönös segélynyújtási szerződés törvénybe iktatásáról
- 1955. évi IV. törvény 	 az Alkotmány 24. §-a új szövegének megállapításáról

### Törvényerejű rendeletek (39)
- Forrás: Törvényerejű rendeletek teljes listája (1949 - 1989)

- 1955. évi 1. tvr. a Nemzetközi Munkaügyi Szervezet alkotmánymódosításának kihirdetéséről (jan. 5.)
- 1955. évi 2. tvr. a „Kossuth-díj” alapításáról szóló 1948. évi XVIII. törvény egyes rendelkezéseinek módosításáról (jan. 20.)
- 1955. évi 3. tvr. a közlekedési bíróságok hatáskörének kiterjesztéséről (jan. 20.)
- 1955. évi 4. tvr. a községfejlesztési hozzájárulásról (jan. 20.)
- 1955. évi 5. tvr. a katonai személyekre kiszabott rövidebb tartamú börtönbüntetések végrehajtásáról (febr. 23.)
- 1955. évi 6. tvr. a mezőgazdasági növények kártevői és betegségei elleni védelemről a Magyar Népköztársaság és a Román Népköztársaság között Budapesten 1953. évi december hó 14. napján kötött egyezmény közzétételéről (febr. 23.)
- 1955. évi 7. tvr. a vámjog szabályozásáról szóló 1954. évi 16. tvr. módosításáról (febr. 23.)
- 1955. évi 8. tvr. a tanácsok tagjainak választásáról szóló 1954. évi IX. törvényben az új választásokra vonatkozó rendelkezések végrehajtásáról, valamint az igazgatási egységek területi változásaival kapcsolatban a tanácstagok jogi helyzetének rendezéséről (márc. 13.)
- 1955. évi 9. tvr. a Németországgal való hadiállapot megszüntetéséről (márc. 18.)
- 1955. évi 10. tvr. a községi és városi tanácsok legeltetési bizottságairól (márc. 27.)
- 1955. évi 11. tvr. az ország határain kívül tartózkodó magyar állampolgárok tekintetében kegyelem gyakorlásáról (ápr. 3.)
- 1955. évi 12. tvr. a képzőművészeti és iparművészeti alkotások, valamint dekorációs anyagok többszörösítésének és forgalombahozatalának szabályozásáról (ápr. 10.)
- 1955. évi 13. tvr. a műsoros előadásokról (ápr. 10.)
- 1955. évi 14. tvr. a kisiparosok ipargyakorlásáról (ápr. 28.)
- 1955. évi 15. tvr. a nők politikai jogaira vonatkozóan New Yorkban, 1953. évi március hó 31. napján kelt nemzetközi egyezmény kihirdetéséről (ápr. 28.)
- 1955. évi 16. tvr. a népirtás bűntettének megelőzése és megbüntetése tárgyában 1948. évi december 9. napján kelt nemzetközi egyezmény kihirdetéséről (máj. 11.)
- 1955. évi 17. tvr. a kihágás intézményének és a kihágási bíráskodásnak megszüntetéséről (jún. 8.)
- 1955. évi 18. tvr. az egyesületekről (jún. 9.)
- 1955. évi 19. tvr. egyes tanácsoknál végrehajtóbizottsági kirendeltség szervezéséről (jún. 23.)
- 1955. évi 20. tvr. a fojtó, mérges és egyéb hasonló gázok, valamint a bakteriológiai eszközök hadviselési célokra történő használatának eltiltására vonatkozóan Genfben, az 1925. évi június hó 17. napján kelt jegyzőkönyv kihirdetéséről (jún. 23.)
- 1955. évi 21. tvr. a bírósági végrehajtásról (júl. 26.)
- 1955. évi 22. tvr. a rendőrségről (júl. 27.)
- 1955. évi 23. tvr. a kisajátításról (júl. 27.)
- 1955. évi 24. tvr. a Magyar Népköztársaság Kormánya és a Román Népköztársaság Kormánya között a fertőző állatbetegségek megelőzése és leküzdése tárgyában kötött egyezmény közzétételéről (júl. 27.)
- 1955. évi 25. tvr. a Magyar Vöröskeresztről (júl. 27.)
- 1955. évi 26. tvr. a katonai bíróságok illetékességére vonatkozó egyes rendelkezések módosításáról (júl. 27.)
- 1955. évi 27. tvr. az Állami Ellenőrzés Minisztériumának elállításáról (aug. 16.)
- 1955. évi 28. tvr. az Állami Ellenőrzés Minisztériumának hatásköréről (aug. 16.)
- 1955. évi 29. tvr. az állami szervek és szövetkezetek gazdálkodásának évi rendszeres ellenőrzéséről és a bankellenőrzésről (szept. 14.)
- 1955. évi 30. tvr. a Marx Károly Közgazdaságtudományi Egyetemszervezetének módosításáról szept. 14.)
- 1955. évi 31. tvr. a Budapesti Műszaki Egyetem, az Építőipari Műszaki Egyetem és a Rákosi Mátyás Nehézipari Műszaki Egyetemszervezetének módosításáról, valamint a Szolnoki Közlekedési Műszaki  Egyetemnek a Bánya- és Kohómérnöki Kar soproni részlegének, illetőleg a Földmérő Mérnöki Kar soproni működésének megszüntetéséről, továbbá a mérnöktanárképzés módosításáról (szept. 14.)
- 1955. évi 32. tvr. a Levéltárak Országos Központja felügyeletének rendezéséről (nov. 9.)
- 1955. évi 33. tvr. a Magyar Népköztársaság Kormánya és a Kínai Népköztársaság Kormánya között a mezőgazdasági növények betegségektől és kártevőktől való védelme terén történt kölcsönös együttműködés tárgyában kötött egyezmény kihirdetéséről (dec. 24.)
- 1955. évi 34. tvr. az emberkereskedés és mások prostitúciója kihasználásának elnyomása tárgyában, New Yorkban, 1950. évi március hó 21. napján kelt nemzetközi egyezmény kihirdetéséről (dec. 24.)
- 1955. évi 35. tvr. a mezőgazdasági lakosság általános jövedelemadójáról (dec. 30.)
- 1955. évi 36. tvr. a város- és községrendezés szabályozásáról (dec. 30.)
- 1955. évi 37. tvr. az ipari technikumokról (dec. 30.)
- 1955. évi 38. tvr. a közgazdasági technikumokról (dec. 30.)
- 1955. évi 39. tvr. a dolgozók betegségi biztosításáról (dec. 31.)

### Minisztertanácsi rendeletek
- 1/1955. (I. 5.) MT rendelet 	 egyes mezőgazdasági igazgatási feladatoknak az alsóbb mezőgazdasági igazgatási szervek hatáskörébe utalásáról
- 2/1955. (I. 5.) MT rendelet 	 a Zenei Alap létesítéséről szóló 107/1952. (XII. 31.) MT rendelet módosításáról
- 3/1955. (I. 11.) MT rendelet 	 a katonai bíróságok szervezetéről
- 4/1955. (I. 11.) MT rendelet 	 a begyűjtési szervekről és hatáskörük megállapításáról szóló 19/1954. (III. 24.) MT rendelet kiegészítéséről
- 5/1955. (I. 20.) MT rendelet 	 a "Kossuth-díj" alapítására vonatkozó 1948. évi XVIII. törvény módosításáról szóló 1955. évi 2. törvényerejű rendelet végrehajtásáról
- 6/1955. (II. 6.) MT rendelet Tatabányán városi bíróság és városi ügyészség felállításáról
- 7/1955. (II. 6.) MT rendelet 	 a földmérő munkaközösségek létesítésének engedélyezéséről
- 8/1955. (II. 13.) MT rendelet 	 a tanácsok szervezetében szakigazgatási szervek létesítéséről, összevonásáról és megszüntetéséről
- 9/1955. (II. 15.) MT rendelet 	 az államtitoknak tekintendő adatok megállapításáról
- 10/1955. (II. 15.) MT rendelet 	 az árvíz- és belvízvédekezésről, valamint a helyi vízkárelhárításról
- 11/1955. (II. 20.) MT rendelet 	 a névváltoztatásról
- 12/1955. (III. 1.) MT rendelet 	 a dolgozók társadalombiztosítási nyugdíjáról szóló 1954. évi 28. törvényerejű rendelet hatályának a kisipari szövetkezeti tagokra való kiterjesztéséről
- 13/1955. (III. 1.) MT rendelet 	 a Legfelsőbb Bíróság katonai kollégiumának megalakításáról
- 14/1955. (III. 3.) MT rendelet 	 a külterületi településeken történő építkezések szabályozásáról
- 15/1955. (III. 4.) MT rendelet 	 az általános jövedelemadóról szóló 13400/1948. (1949. I. 7.) Korm. rendelet módosításáról és kiegészítéséről
- 16/1955. (III. 4.) MT rendelet 	 a termelőszövetkezeti jövedelemadóról szóló 9/1952. (I. 27.) MT rendelet módosításáról
- 17/1955. (III. 4.) MT rendelet 	 a gyermektelenek adójáról szóló 8/1953. (II. 8.) MT rendelet módosításáról
- 18/1955. (III. 4.) MT rendelet 	 a mezőgazdasági termelőszövetkezetbe belépő tagok 1955. évi általános jövedelemadó mentességéről
- 19/1955. (III. 4.) MT rendelet 	 a növendékmarhák után járó adókedvezményről szóló 26/1952. (IV. 8.) MT rendelet módosításáról
- 20/1955. (III. 12.) MT rendelet 	 a 15/1953. (IV. 2.) MT rendelet módosításáról
- 21/1955. (III. 15.) MT rendelet 	 a rendeltetésellenesen használt üzlethelyiségek felszabadításáról
- 22/1955. (III. 16.) MT rendelet 	 az orvosok részére járó nyugdíj folyósításának szabályozásáról
- 23/1955. (III. 20.) MT rendelet 	 az ügyvédséggel összefüggő egyes kérdések újabb szabályozásáról
- 24/1955. (IV. 10.) MT rendelet 	 a nemesített növényfajták minősítési fokozatainak újabb megállapításáról
- 25/1955. (IV. 10.) MT rendelet 	 a Képzőművészeti Alap létesítéséről szóló 24/1952. (III. 27.) MT rendelet módosításáról és kiegészítéséről
- 26/1955. (IV. 12.) MT rendelet 	 az államigazgatási és vállalati ügyvitel egyszerűsítésével kapcsolatos egyes kérdésekről
- 27/1955. (V. 10.) MT rendelet Sarkadon és Sellyén járási ügyészség felállításáról
- 28/1955. (V. 29.) MT rendelet 	 a földművesszövetkezeti rendszerben alkalmazott főkönyvelők (vezető könyvelők) jogkörének és felelősségének szabályozásáról
- 29/1955. (VI. 2.) MT rendelet 	 a Budapesten ideiglenesen lakó személyek tartózkodásával kapcsolatos egyes kérdések szabályozásáról
- 30/1955. (VI. 3.) MT rendelet 	 az állami begyűjtés érdekeit sértő cselekmények büntetéséről
- 31/1955. (VI. 5.) MT rendelet 	 a kötelező szakmai gyakorlat egyes kérdéseiről
- 32/1955. (VI. 8.) MT rendelet 	 a szabálysértési ügyek intézéséről
- 33/1955. (VI. 14.) MT rendelet 	 a munkaerőgazdálkodással kapcsolatos egyes rendelkezésekről
- 34/1955. (VI. 14.) MT rendelet 	 az államigazgatási és vállalati ügyvitel egyszerűsítésével kapcsolatos egyes kérdésekről szóló 26/1955. (IV. 12.) MT rendelet kiegészítéséről
- 35/1955. (VI. 19.) MT rendelet 	 az alsó- és középfokú oktatási intézményekben foglalkoztatott pedagógusok bérének felemeléséről
- 36/1955. (VI. 26.) MT rendelet 	 a borforgalmi adóról
- 37/1955. (VII. 2.) MT rendelet 	 a gyermektelenek adójáról szóló 8/1953. (II. 8.) MT rendelet módosításáról
- 38/1955. (VII. 8.) MT rendelet 	 a kenyérgabona állami felvásárlásának szabályozásáról
- 39/1955. (VII. 9.) MT rendelet 	 az aratással és a csépléssel kapcsolatos szabálysértések büntetéséről
- 40/1955. (VII. 14.) MT rendelet 	 Polgáron járási ügyészség felállításáról
- 41/1955. (VII. 21.) MT rendelet 	 az Országos Bányaműszaki Főfelügyelőség hatásköréről, jogairól és feladatairól
- 42/1955. (VII. 24.) MT rendelet 	 a kenyérgabona kötelező vetéséről
- 43/1955. (VII. 28.) MT rendelet 	 a termelőszövetkezeti csoportok részére nyújtott állami kedvezményekről
- 44/1955. (VIII. 4.) MT rendelet 	 a betegségi biztosításra vonatkozó egyes rendelkezések módosításáról
- 45/1955. (VIII. 4.) MT rendelet 	 a beruházások helyének kijelöléséről
- 46/1955. (VIII. 10.) MT rendelet  az árszabályozási hatáskör rendezéséről
- 47/1955. (VIII. 13.) MT rendelet  a Budapesti Orvostudományi Egyetem szervezetének szabályozásáról
- 48/1955. (VIII. 16.) MT rendelet  a kártérítési felelősségnek az állami ellenőrzés minisztere által való megállapításáról
- 49/1955. (VIII. 16.) MT rendelet  a külföldön szolgálatot teljesítő dolgozók betegségi biztosításáról
- 50/1955. (VIII. 19.) MT rendelet  a szállítási szerződésekről
- 51/1955. (VIII. 19.) MT rendelet  a döntőbizottságokról és a döntőbizottsági eljárásról
- 52/1955. (VIII. 24.) MT rendelet a 154/1951. (VIII. 12.) MT rendelet kiegészítéséről
- 53/1955. (VIII. 25.) MT rendelet  az újításokról és találmányokról
- 54/1955. (VIII. 27.) MT rendelet  a bírósági végrehajtásról szóló 1955. évi 21. törvényerejű rendelet hatálybaléptetéséről és végrehajtásáról
- 55/1955. (VIII. 27.) MT rendelet  a magánkisiparosok exporttevékenységének előmozdításáról
- 56/1955. (VIII. 31.) MT rendelet  a kisajátításról szóló 1955. évi 23. törvényerejű rendelet végrehajtásáról
- 57/1955. (VIII. 31.) MT rendelet  a zeneoktatói munkaközösségek és a magán zeneoktatás szabályozásáról
- 58/1955. (IX. 10.) MT rendelet 	 a helyi vízkárelhárításra vonatkozó egyes rendelkezések módosításáról
- 59/1955. (IX. 23.) MT rendelet 	 az állategészségügy rendezéséről szóló 21/1953. (V. 15.) MT rendelet egyes rendelkezéseinek kiegészítéséről, illetve módosításáról
- 60/1955. (X. 11.) MT rendelet 	 a nyugdíjmegállapító eljárás egységesítéséről
- 61/1955. (X. 11.) MT rendelet 	 külföldi természetes vagy jogi személytől történő gépkocsi- és motorkerékpár-vásárlás megtiltásáról
- 62/1955. (X. 11.) MT rendelet 	 a 95/1951. (IV. 17.) MT rendelet módosításáról
- 63/1955. (X. 23.) MT rendelet 	 a munkavállalót terhelő tartozásoknak a munkavállaló járandóságaiból való levonásáról szóló 25/1951. (I. 27.) MT rendelet kiegészítéséről
- 64/1955. (X. 25.) MT rendelet 	 a földhasználók személyében és a földek művelési ágában bekövetkezett változásokról
- 65/1955. (XI. 19.) MT rendelet 	 a személy- és tehergépkocsik elosztásával kapcsolatos intézkedésekről
- 66/1955. (XII. 1.) MT rendelet 	 a közületi gépjárművek üzembentartásával kapcsolatos kérdések szabályozásáról szóló 65/1950. (III. 2.) MT rendelet módosításáról
- 67/1955. (XII. 11.) MT rendelet 	 a trachoma elleni védekezésről
- 68/1955. (XII. 11.) MT rendelet 	 a mezőgazdasági termelőszövetkezetek könyveléséről és a termelőszövetkezeti könyvelők felelősségéről
- 69/1955. (XII. 15.) MT rendelet 	 az országos raktárgazdálkodás egyes kérdéseinek átfogó és részletes szabályozásáról
- 70/1955. (XII. 17.) MT rendelet 	 a vállalatok béralapellenőrzéséről
- 71/1955. (XII. 31.) MT rendelet 	 a dolgozók betegségi biztosításáról szóló 1955. évi 39. törvényerejű rendelet végrehajtásáról

### Egyéb fontosabb jogszabályok

#### Miniszteri rendeletek
- 2/1955. (IV. 23.) BM rendelet a névváltoztatásról szóló 11/1955. (II. 20.) MT rendelet végrehajtásáról, valamint a névviseléssel kapcsolatos egyes kérdések rendezéséről